# Payson
Payson er en by i Gila County i delstaten Arizona, USA. Payson var oprindeligt ranch og kvægopsamlingscenter. I gamle dage var området et af de mest isolerede i Arizona. I starten af 1900-tallet var Payson kun forbundet med verden udenfor med et par primitive veje: den ene nordpå til Flagstaff, den anden sydpå til Globe.
34°14′22″N 111°19′39″V / 34.23944°N 111.32750°V
I dag er byen stedet for mennesker, som ønsker en stille livsstil, udendørs aktiviteter og frisk bjergluft. Den ligger i næsten 1.550 m højde og har et fast indbyggertal på 10.000. Byen har alle fire årstider med mange muligheder for vintersport og kølige sommerdage. Om sommeren søger mange mennesker til Payson for at undgå de varme områder i lavlandet, og indbyggertallet vokser fra 10.000 til 30.000 mennesker i de travle weekender.